# Akce Jizerka
Akce Jizerka byla operace komunistických silových orgánů zaměřená proti členům Junáka provedená v létě 1949. Její součástí byl útok jednotek StB a SNB proti tábořišti železnobrodských skautů (roverů) na úbočí Vlašského hřebene, což je součást Vysokého jizerského hřbetu, který si vyžádal dvě oběti, a následující soudní proces.

## Zánik Junáka
Po únoru 1948, kdy KSČ převzala moc v Československu, došlo ke sjednocování společenských organizací do jednotné struktury pod kontrolou komunistů. V roce 1948 byl i československý Junák oficiálně včleněn do Československého svazu mládeže. Mnozí členové Junáka ale nechtěli být členy ČSM. Několik členů organizace Junáka v Železném Brodě, která patřila mezi největší v regionu, se rozhodlo pokračovat v životě podle skautských zásad za hranicemi Československa, navíc povzbuzeni i signály o tom, že se chystá jejich zatčení. Celkem se nakonec rozhodlo odejít do zahraničí sedm lidí, z nichž šesti bylo jen kolem 18 let.

## Útok na tábor
Podle oficiální verze byl tábor odhalen kvůli slovenskému lesnímu dělníkovi, pravděpodobná je ale možnost, že StB o všem věděla již dřív od Jiřího Hilgera a že s pomocí dvojitého agenta Hilgera ve skutečnosti vše sama organizovala jako provokaci. Hilger vystupoval jako agent americké CIC.
V noci na 24. července 1949 byl tábor obklíčen zhruba třemi stovkami příslušníků StB a SNB, kteří ráno zahájili útok za použití střelných zbraní včetně kulometů. Přestože v táboře bylo zhruba pět pistolí, se zbraní se bránil jen Jiří Haba, který útok nepřežil stejně jako Tomáš Hübner. Habův stan nebo srub byl kulomety zcela rozstřílen. Podle komunistické verze události Haba zastřelil Hübnera a pak sám sebe, což ale podle jednoho z účastníků události Radomila Raji nebylo fakticky možné. Ostatní obyvatelé tábora byli donuceni lehnout si na zem mezi stany a až tehdy byli zasaženi z bezprostřední blízkosti střelbou.
Raja ve vzpomínkách uvádí, že mezi střelbou do bezmocných skautů zaslechl jednoho z příslušníků říct větu: „Soudruhu či soudruzi, neprasečte, potřebujeme také nějaké živé.“

## Soudní proces
Po skončení útoku bylo navíc několik desítek lidí z okolí obviněno z napomáhání zločinům a proběhlo rozsáhlé zatýkání. Pro následující proces byla zmanipulována oficiální verze události, podle které se měli skauti podílet na přípravách ozbrojeného převratu v Československu, a to s využitím pevností pohraničního opevnění, a chystali se i vyhodit do vzduchu Soušskou vodní nádrž. Jeden z členů skupiny Jindřich Kokoška sám tvrdil, že záměrem skupiny skutečně byl ozbrojený boj proti komunistickému režimu, ale ostatní trvali na tom, že se chtěli jen dostat přes hranice.
Proces proběhl v říjnu 1949 v Praze. Robert Hofrichter byl odsouzen na 20 let, Václav Hlava a Josef Klapáč na 10 let, Jindřich Kokoška a František Linka na osm let, Radomil Raja, Josef Šírek a Jiří Žídek na dva a půl roku, dalších devět mladých lidí dostalo tresty do jednoho roku vězení.
Podle Radomila Raji dostali obyvatelé Železnobrodska obvinění z napomáhání další tresty nad deset let, což ale zpochybňují vzpomínky Jaromíra Hádka, jednoho z lidí odsouzených za napomáhání.

## Role Jiřího Hilgera
Jiří Hilger, který měl přechod přes hranici organizovat, z Československa unikl. Později se vrátil jako údajný západní agent, který však donášel StB. Zemřel v roce 2006.
Radomil Raja považoval Hilgera za dvojitého agenta, který vše řídil a díky kterému Státní bezpečnost o všem věděla již v roce 1949. Col. Hawkeye ale tvrdí, že Hilger byl v té době jen mluvka, který s CIC neměl nic společného a agentem chodcem se stal až o tři roky později.

## Památka
Tomáš Hübner a Jiří Hába byli pohřbeni tajně tak, aby ani jejich příbuzní nevěděli, kde místo jejich posledního odpočinku leží. Až po roce 1990 byly díky vzpomínkách pamětníků jejich ostatky vyzdviženy a přemístěny do hrobů jejich rodičů.
Památku Hübnera a Háby připomíná při silnici od Smědavy k nádrži Souš dvojkřížek s pamětní destičkou.